# 巴耶斯塔维
巴耶斯塔维（法語：Baillestavy，法語發音：[bajəstavi] ⓘ）是法国东比利牛斯省的一个市镇，位于该省中部，属于普拉德区

## 地理
巴耶斯塔维（42°33'53"N, 2°31'30"E）面积17.89 平方千米，位于法国奧克西塔尼大區东比利牛斯省，该省份为法国大陆部分最南部的省份，涵盖了北加泰罗尼亚，北起奥德省，西接阿列日省和安道尔，南与西班牙接壤，东临地中海。
与巴耶斯塔维接壤的市镇（或旧市镇、城区）包括：格洛里亚讷、拉巴斯蒂德、瓦尔马尼亚、埃斯托埃、菲内斯特雷特。
巴耶斯塔维的时区为UTC+01:00、UTC+02:00（夏令时）。

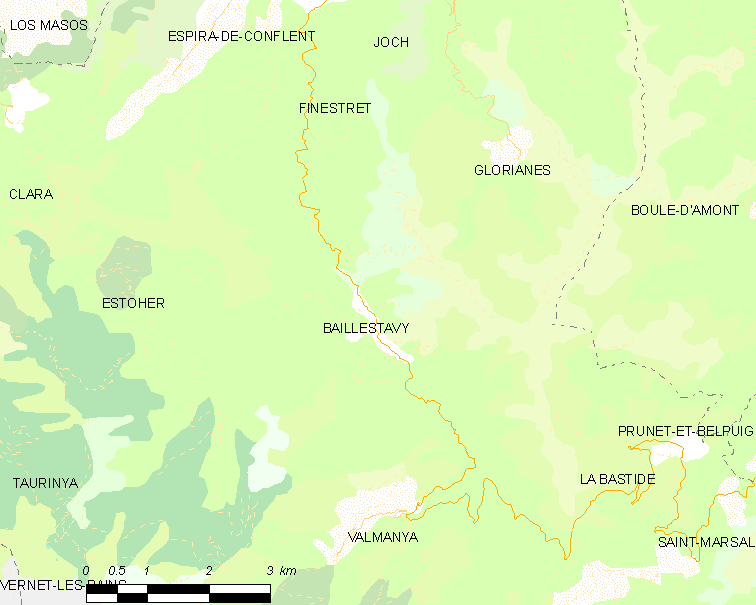
巴耶斯塔维的OSM定位图

## 行政
巴耶斯塔维的邮政编码为66320，INSEE市镇编码为66013。

## 政治
巴耶斯塔维所属的省级选区为勒卡尼古县。

## 人口

1962-2008年间巴耶斯塔维人口变化图示

巴耶斯塔维于2022年1月1日时的人口数量为117人。